# Al-Sadd Sports Club
L'Al-Sadd Sports Club (in arabo السد القطري‎?) è una società polisportiva di Doha, capitale del Qatar, nota soprattutto per la sua sezione calcistica, la cui squadra milita nella Qatar Stars League, la massima serie del campionato qatariota di calcio.
Noto localmente con il soprannome di al-Zaim ("il Capo"), il club è attivo nella pallamano, nella pallacanestro, nella pallavolo, nel tennistavolo, nel calcio a 5 e nell'atletica. È la polisportiva più titolata del paese, con 53 campionati vinti se si comprendono tutti gli sport. Nel 1988-1989 è divenuto il primo club del mondo arabo a vincere la Coppa dei Campioni d'Asia. Tornato al successo nella competizione nel 2011, ha partecipato alla Coppa del mondo per club FIFA del 2011, dove ha chiuso al terzo posto, e, in qualità di squadra campione del paese ospitante la manifestazione, nel 2019, quando si è classificato sesto.
Disputa le partite casalinghe allo stadio Jassim bin Hamad di Doha (18.000 posti).

## Storia
L'Al-Sadd Sports Club fu fondato il 21 ottobre 1969 da un gruppo di undici studenti di scuola superiore di Doha con il patrocinio del governo del Qatar. Il fondatore più anziano aveva appena 17 anni d'età. Quattro degli studenti si consultarono con lo sceicco Qassim bin Hamad Al-Thani, titolare del Ministero della gioventù e dello sport qatariota, che approvò la loro richiesta. Molti dei calciatori che inizialmente militarono nel club provenivano dell'Al Ahrar Sports Club, una squadra scioltasi nella stagione 1966-1967. Il padre di uno dei fondatori, Hamad bin Mubarak Al Attiyah, ricoprì il ruolo di allenatore della squadra, che si allenava sul campo della scuola.
La vittoria del primo titolo nazionale risale alla stagione 1971-1972, anche se il campionato qatariota è riconosciuto ufficialmente dall'annata seguente. Il primo campionato ufficiale vinto è dunque quello del 1973-1974.
Insieme con Al-Arabi e Al-Rayyan, l'Al-Sadd dominò la scena calcistica qatariota negli anni '70 e '80, vincendo molti campionati e Coppe dell'Emiro del Qatar. Youssef Saad, attaccante sudanese che militava nella squadra sin dalla sua fondazione, fu il primo calciatore professionista a giocare per l'Al-Sadd. Nel 1974, quattordici calciatori tra cui Mubarak Anber e Hassan Mattar e il tecnico Hassan Othman dell'Al-Esteqlal (poi divenuto Qatar SC) furono trasferiti all'Al-Sadd in modo immediato, tra le proteste dell'Al-Esteqlal, ma all'epoca i trasferimenti dei calciatori non erano normati. Nel 1975 il club vinse la prima coppa, sconfiggendo l'Al-Ahly per 4–3 sotto la guida di Hassan Osman, sollevando così la Coppa dell'Emiro del Qatar. I gol furono di Youssef Saad, autore di una doppietta, Ali Bahzad e Abdullah Zaini.
L'Al-Sadd vinse per la prima volta la Coppa dello Sceicco Jassem nel 1977-1978, per poi ripetersi nel 1978-1979 e nel 1979-1980. La stagione 1978-1979 vide il club centrare il primo double, vincendo titolo nazionale e coppa. Il double fu ottenuto anche nell'annata successiva.
Nel 1981-1982 l'Al-Sadd vinse ancora la Coppa dell'Emiro e la Coppa dello Sceicco Jassem, ancora una volta sotto la guida di Hassan Osman. In questo periodo Badr Bilal e Hassan Mattar, calciatori dell'Al-Sadd, si trovarono appaiati in vetta alla classifica dei cannonieri. La squadra stabilì un record per la Coppa dell'Emiro, sconfiggendo per 16-2 l'Al Shamal, la vittoria più larga nella storia del torneo.
Nel 1987 andò vicino alla vittoria del treble, ma, dopo aver vinto campionato e Coppa dello Sceicco Jassem, perse per 2-0 contro l'Al-Ahly la finale della Coppa dell'Emiro.
L'Al-Sadd fu la prima squadra a giocare contro lo Cheadle Town al Park Road Stadium, sotto la guida di Jimmy Meadows nel 1982. Il club asiatico si impose per 4-1.
Nel 1988-1989 vinse la Coppa dei Campioni d'Asia, divenendo la prima squadra del mondo arabo a laurearsi Campione d'Asia. La finale, contro gli iracheni dell'Al-Rasheed fu vinta grazie alla regola dei gol fuori casa. La squadra vincitrice era in larga parte composta da giocatori qatarioti, eccetto il libanese Wassef Soufi e l'iraniano Amir Ghalenoii, che non parteciparono alla finale per via della guerra Iran-Iraq. L'annata d'oro dell'Al-Sadd fu impreziosita dalla vittoria della Coppa dello Sceicco Jassem e del campionato.
Dopo il conflitto iraniano-iracheno, il club di Doha fu il primo a sfidare un club iraniano, perdendo per 1-0 contro l'Esteghlal nel 1991, in un match di Coppa dei Campioni d'Asia. Negli anni '90 la squadra non riuscì a vincere mai il campionato, ma mise in bacheca la Coppa dell'Erede apparente e anche la Coppa dei Campioni del Golfo nel 1991.
Il nuovo millennio segnò l'inizio di una nuova fase per l'Al-Sadd, che tornò al successo nella Qatari League e nelle altre competizioni nazionali, la Coppa dell'Emiro e la Coppa dell'Erede apparente. Nel 2001 vinse titolo nazionale, coppa e Champions League araba.
Nel 2006, in un incontro di Coppa dello Sciecco Jassem, la squadra vinse per 21-0 contro il Muaither, facendo registrare la vittoria sinora più larga della propria storia.
Nel 2007, sotto la guida dell'allenatore uruguaiano Jorge Fossati, la squadra centrò una quaterna domestica, aggiudicandosi contestualmente il campionato e tutte e tre le coppe nazionali. Fu la prima squadra qatariota a riuscire nell'impresa, stabilendo anche una striscia record di 10 partite di campionato vinte consecutivamente. Nello stesso anno, prelevando l'argentino Mauro Zárate dal Vélez Sarsfield per 22 milioni di dollari, la squadra concluse il trasferimento più costoso nella storia del calcio qatariota.
Nel 2010 l'Al-Sadd divenne la seconda squadra a vincere la Qatar Stars Cup, battendo in finale l'Umm Salal.
Nel 2010 si aprì la seconda era Fossati, che riuscì a portare la squadra ai vertici del calcio asiatico. Per la squalifica delle squadre vietnamite, che non mandarono la documentazione richiesta per la partecipazione al torneo, l'Al-Sadd fu ammesso nei play-off della AFC Champions League 2011, dove superò i siriani dell'Al-Ittihad Aleppo per 5-0 e gli indiani del Dempo per 2-0, guadagnando l'accesso alla fase a gruppi. Da assoluti outsider, i qatarioti vinsero il girone con 2 vittorie e 4 pareggi in 6 partite, mettendosi davanti in classifica Al-Nassr, Esteghlal e Pakhtakor. Eliminarono quindi agli ottavi i sauditi dell'Al-Shabab, battendoli per 1-0, e ai quarti di finale ebbero la meglio sugli iraniani del Sepahan in modo controverso: dopo aver perso per 1-0 la gara di andata in trasferta e per 2-1 quella di ritorno in casa, la squadra di Doha presentò ricorso all'AFC perché gli avversari avevano schierato all'andata un calciatore squalificato, Rahman Ahmadi; la giustizia sportiva diede ragione all'Al-Sadd, cui fu assegnata la vittoria per 3-0 a tavolino e dunque il superamento del turno. In semifinale furono i sudcoreani del Suwon Samsung Bluewings a capitolare, sconfitti per 2-0 in casa propria all'andata e inutilmente vittoriosi in Qatar per 1-0 al ritorno. L'Al-Sadd giunse quindi in finale, dove il 5 novembre 2011 se la vide con lo Jeonbuk Hyundai Motors, altra squadra sudcoreana. Passati in svantaggio, i qatarioti ribaltarono il punteggio, ma si videro raggiungere sul pari per il definitivo 2-2 dopo i tempi supplementari. Ai tiri di rigore vinse l'Al-Sadd per 4-2, divenendo la prima squadra del mondo arabo ad aggiudicarsi la AFC Champions League.
Nel dicembre 2011 l'Al-Sadd prese parte alla Coppa del mondo per club FIFA. Eliminati dal Barcellona, ottennero il terzo posto in seguito alla vittoria ai tiri di rigore contro i giapponesi del Kashiwa Reysol, dopo che la partita era terminata sullo 0-0.

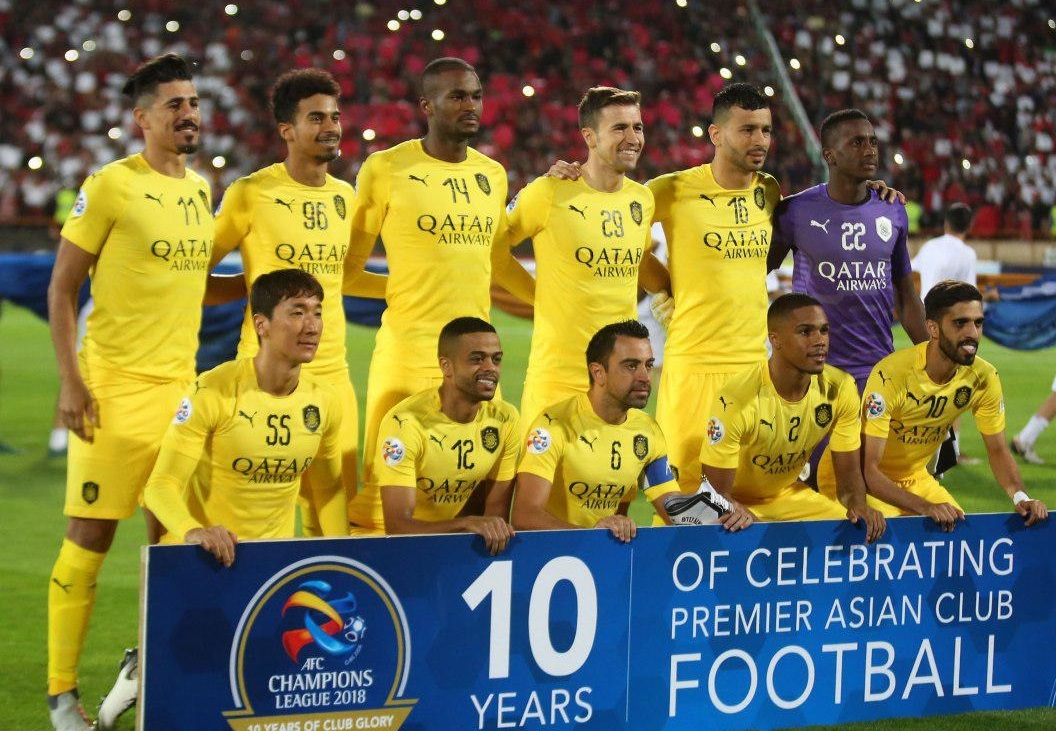
L'Al-Sadd in campo per la semifinale d'andata dell'AFC Champions League 2018 in casa del.

A Fossati subentrò un ex centrocampista dell'Al-Sadd, il marocchino Hussein Amotta, nominato allenatore nel maggio 2012 dopo aver vestito la maglia della squadra per quattro stagioni, vincendo la classifica dei cannonieri del campionato dal 1997 al 2001. Amotta era già nei quadri dirigenziali del club da tempo come direttore tecnico. Qualche giorno prima della nomina del marocchino, il club ufficializzò l'ingaggio del noto calciatore spagnolo Raúl, svincolatosi dallo Schalke 04. Con nove vittorie nelle prime nove giornate, l'Al-Sadd stabilì un nuovo record per il campionato qatariota, battendo il precedente primato dell'Al-Gharafa (sette vittorie). Il titolo nazionale del 2012-2013 fu vinto senza particolari problemi, a cinque anni di distanza dal precedente successo. Seguirono un terzo e un secondo posto nelle due stagioni seguenti.
Nel maggio del 2015 il club concluse l'ingaggio della 35enne stella spagnola Xavi, giunta al termine della sua pluridecorata esperienza al Barcellona. La stagione 2015-2016 finì con il terzo posto in campionato. Il primo trofeo vinto con Xavi in squadra fu la Coppa del Qatar, ottenuta nell'aprile del 2017 battendo l'Al-Jaish per 2-1 in finale. Di rilievo fu anche il cammino nell'AFC Champions League 2018, dove l'Al-Sadd raggiunse le semifinali, dove fu eliminato dagli iraniani del Persepolis. Nel 2018-2019 fu rivinto il titolo nazionale; Xavi si ritirò dall'attività agonostica al termine di questa annata per assumere la guida tecnica della squadra.
Nel dicembre 2019 l'Al-Sadd prese parte alla Coppa del mondo per club FIFA in qualità di squadra campione nazionale del paese ospitante, il Qatar. Fu eliminato al secondo turno, battuto all'esordio dai messicani del Monterrey, vittoriosi per 3-2, e chiuse la competizione all'ultimo posto, battuto per 6-2 dai campioni d'Africa dell'Espérance nell'incontro valevole per il quinto posto.

## Strutture

### Stadio
L'Al-Sadd disputa le partite casalinghe allo Stadio internazionale Khalifa, che può contenere 48 000 spettatori. In precedenza giocava allo stadio Jassim bin Hamad, noto anche come stadio Al-Sadd, capace di contenere 18 000 spettatori. Tale ridotta capacità è in linea con le esigenze della popolazione del Qatar, che non raggiunge il milione di persone. L'impianto, edificato nel 1974, fu ricostruito nel 2004 per la Coppa del Golfo. Lo stadio sorge vicino al centro della città ed è regolarmente sede degli incontri casalinghi della nazionale qatariota di calcio.

## Staff amministrativo
- Mohammed bin Hamad bin Khalifa Al Thani - Presidente
- Joaan Bin Hamad Al Thani - Vice presidente
- Jassim Al Romaihi - Segretario generale
- Eid Al Merraikhi - Assistente segretario
- Fahad Al Kaabi - Tesoriere
- Mohammed Al Ali - Membro del consiglio di amministrazione
- Khalil Al Jaber - Membro del consiglio di amministrazione
- Mehlish Al Khayarien - Membro del consiglio di amministrazione
- Talal Mansour - Membro del consiglio di amministrazione

## Palmarès

### Competizioni nazionali
- Campionati qatarioti: 18 (record)

1971-1972, 1973–1974, 1978–1979, 1979–1980, 1980–1981, 1986–1987, 1987–1988, 1988–1989, 1999–2000, 2003–2004, 2005–2006, 2006–2007, 2012–2013, 2018-2019, 2020-2021, 2021-2022, 2023-2024, 2024-2025
- Coppa dell'Emiro del Qatar: 19 (record)

1974-1975, 1976-1977, 1981-1982, 1984-1985, 1985-1986, 1987-1988, 1990-1991, 1993-1994, 1999-2000, 2000-2001, 2002-2003, 2004-2005, 2006-2007, 2013-2014, 2014-2015, 2016-2017, 2019-2020, 2020-2021, 2024
- Coppa del Qatar: 8 (record)

1998, 2003, 2006, 2007, 2008, 2017, 2020, 2021
- Coppa dello Sceicco Jassem: 15 (record)

1977, 1978, 1979, 1981, 1985, 1986, 1988, 1990, 1997, 1999, 2001, 2006, 2014, 2017, 2019

### Competizioni internazionali
- AFC Champions League: 2 (record qatariota)

1988-1989, 2011
- Coppa dei Campioni del Golfo: 1

1991
- Champions League araba: 1

2001

## Cronistoria
| Stagione | Div. | Pos. | Emir of Qatar Cup | Crown Prince Cup | Sheikh Jassim Cup | Asia | Asia |
| -------- | ---- | ---- | ----------------- | ---------------- | ----------------- | ---- | ---- |
| 1973–74  | QSL  | 1    | Secondo Posto     | NC               | NC                | –    | –    |
| 1974–75  | QSL  | NC   | Vittoria          | NC               | NC                | –    | –    |
| 1975–76  | QSL  | –    | –                 | NC               | NC                | –    | –    |
| 1976–77  | QSL  | –    | Vittoria          | NC               | NC                | –    | –    |
| 1977–78  | QSL  | –    | –                 | NC               | Vittoria          | –    | –    |
| 1978–79  | QSL  | 1    | –                 | NC               | Winners           | –    | –    |
| 1979–80  | QSL  | 1    | –                 | NC               | Vittoria          | –    | –    |
| 1980–81  | QSL  | 1    | –                 | NC               | –                 | –    | –    |
| 1981–82  | QSL  | –    | Vittoria          | NC               | Vittoria          | –    | –    |

| Stagione | Div. | Pos. | Emir of Qatar Cup | Crown Prince Cup | Sheikh Jassim Cup | Asia | Asia     |
| -------- | ---- | ---- | ----------------- | ---------------- | ----------------- | ---- | -------- |
| 1982–83  | QSL  | –    | Secondo Posto     | NC               | –                 | –    | –        |
| 1983–84  | QSL  | 5    | –                 | NC               | –                 | –    | –        |
| 1984–85  | QSL  | 5    | Vittoria          | NC               | –                 | –    | –        |
| 1985–86  | QSL  | 5    | Winners           | NC               | Vittoria          | –    | –        |
| 1986–87  | QSL  | 1    | Runners up        | NC               | Winners           | –    | –        |
| 1987–88  | QSL  | 1    | Vittoria          | NC               | –                 | –    | –        |
| 1988–89  | QSL  | 1    | –                 | NC               | Vittoria          | ACC  | Vittoria |
| 1989–90  | QSL  | –    | –                 | NC               | –                 | –    | –        |
| 1990–91  | QSL  | –    | Vittoria          | NC               | Vittoria          | –    | –        |
| 1991–92  | QSL  | 3    | –                 | NC               | –                 | –    | –        |

| Stagione | Div. | Pos. | Emir of Qatar Cup | Crown Prince Cup | Sheikh Jassim Cup | Asia | Asia |
| -------- | ---- | ---- | ----------------- | ---------------- | ----------------- | ---- | ---- |
| 1992–93  | QSL  | –    | Secondo Posto     | NC               | –                 | –    | –    |
| 1993–94  | QSL  | 3    | Vittoria          | NC               | NC                | –    | –    |
| 1994–95  | QSL  | 5    | –                 | Non qualificata  | –                 | –    | –    |
| 1995–96  | QSL  | 4    | –                 | Semifinali       | –                 | –    | –    |
| 1996–97  | QSL  | 5    | –                 | Semi-finali      | –                 | –    | –    |
| 1997–98  | QSL  | 3    | –                 | Vittoria         | Vittoria          | –    | –    |
| 1998–99  | QSL  | 3    | Quarti di Finale  | Semi-finali      | Fase a Gironi     | –    | –    |
| 1999–00  | QSL  | 1    | Vittoria          | Semi-finali      | Vittoria          | –    | –    |
| 2000–01  | QSL  | 6    | Vittoria          | Non Qualificata  | –                 | –    | –    |
| 2001–02  | QSL  | 4    | Secondo posto     | Semi-finali      | Vittoria          | –    | –    |

| Stagione | Div. | Pos. | Emir of Qatar Cup | Crown Prince Cup | Sheikh Jassim Cup | Asia | Asia             |
| -------- | ---- | ---- | ----------------- | ---------------- | ----------------- | ---- | ---------------- |
| 2002–03  | QSL  | 2    | Vittoria          | Vittoria         | Fase a Gironi     | ACL  | Fase a Gironi    |
| 2003–04  | QSL  | 1    | Semi-finali       | Secondo posto    | Fase a Gironi     | ACL  | Fase a Gironi    |
| 2004–05  | QSL  | 7    | Vittoria          | Non qualificata  | Fase a Gironi     | ACL  | Quarti di finale |
| 2005–06  | QSL  | 1    | Quarti di Finale  | Vittoria         | Semi-finali       | ACL  | Fase a Gironi    |
| 2006–07  | QSL  | 1    | Vittoria          | Vittoria         | Vittoria          | ACL  | Fase a Gironi    |
| 2007–08  | QSL  | 2    | Semi-finali       | Vittoria         | Semi-finali       | ACL  | Fase a gironi    |
| 2008–09  | QSL  | 2    | Semi-finali       | Semi-finali      | Semi-finali       | –    | –                |
| 2009–10  | QSL  | 2    | Semi-finali       | Semi-finali      | Semi-finali       | ACL  | Fase a Gironi    |
| 2010–11  | QSL  | 6    | Quarti di finale  | Non Qualificata  | Semi-finale       | ACL  | Vittoria         |
| 2011–12  | QSL  | 4    | Secondo Posto     | Secondo Posto    | Fase a Girone     | –    | –                |
| 2012–13  | QSL  | 1    | Secondo Posto     | Secondo Posto    | -                 | –    | –                |

- Nota 1: la prima stagione ufficiale della Qatari League season si è tenuta nel 1972–73.
- Nota 2: Competizione non svolta quell'anno.

## Organico

### Rosa
Aggiornato al 23 gennaio 2025
| N. |                    | Ruolo | Calciatore         |
| -- | ------------------ | ----- | ------------------ |
| 1  | Qatar (bandiera)   | P     | Saad Al Sheeb      |
| 2  | Qatar (bandiera)   | D     | Pedro Miguel       |
| 3  | Qatar (bandiera)   | D     | Abdelkarim Hassan  |
| 4  | Guinea (bandiera)  | C     | Mohamed Camara     |
| 5  | Qatar (bandiera)   | D     | Tarek Salman       |
| 6  | Brasile (bandiera) | D     | Paulo Otávio       |
| 7  | Qatar (bandiera)   | C     | Mohammed Waad      |
| 8  | Qatar (bandiera)   | C     | Ali Assadalla      |
| 9  | Qatar (bandiera)   | A     | Yusuf Abdurisag    |
| 10 | Qatar (bandiera)   | C     | Hassan Al Haidos   |
| 13 | Qatar (bandiera)   | D     | Abdullah Al-Yazidi |
| 14 | Qatar (bandiera)   | C     | Mostafa Meshaal    |
| 16 | Qatar (bandiera)   | C     | Boualem Khoukhi    |
| 17 | Spagna (bandiera)  | A     | Cristo             |
| 18 | Brasile (bandiera) | C     | Guilherme          |

| N. |                    | Ruolo | Calciatore                 |
| -- | ------------------ | ----- | -------------------------- |
| 19 | Spagna (bandiera)  | A     | Rafa Mújica                |
| 21 | Brasile (bandiera) | C     | Giovani                    |
| 22 | Qatar (bandiera)   | P     | Meshaal Issa Barsham       |
| 23 | Qatar (bandiera)   | C     | Hashim Ali                 |
| 29 | Marocco (bandiera) | D     | Romain Saïss               |
| 31 | Qatar (bandiera)   | P     | Yousef Abdulla Baliadeh    |
| 37 | Qatar (bandiera)   | D     | Ahmed Suhail               |
| 66 | Sudan (bandiera)   | D     | Abdulrahman Bakri Al-Ameen |
| 70 | Qatar (bandiera)   | D     | Musab Khoder               |
| 77 | Algeria (bandiera) | D     | Youcef Atal                |
| 81 | Algeria (bandiera) | C     | Abdessamed Bounacer        |
| 84 | Qatar (bandiera)   | C     | Akram Afif                 |
| 96 | Algeria (bandiera) | A     | Adam Ounas                 |
|    | Brasile (bandiera) | C     | Claudinho                  |

#### Staff tecnico
- Félix Sánchez Bas - Allenatore
- Iñigo Domínguez - Vice allenatore
- Iñigo Arteaga - Allenatore dei portieri
- Dani Acosta - Preparatore atletico

## Presidenti
- 1969-1979  Yusuf bin Oghad
- 1979-1999 Saeed Mahmoud
- 1999-2010  Ali bin Salah
- 2010-  Mohammed bin Hamad Al Thani

## Allenatori
- 1969-1979  Abdul Mallalah
- 1979-1985  Carlos Roberto Pereira
- 1985-1986  Ali Mahmoud
- 1986-1993  Obeid Jumma
- 1993  Džemaludin Mušović
- 1993-1995  Nasser Hamad
- 1995-1996  Džemaludin Mušović
- 1997-1998  Zé Mário
- 1998-2000  Nasser Hamad
- 2000-2001  René Meulensteen
- 2001-2002  Ilie Balaci
- 2002-2004  Luka Peruzović
- 2004-2005  Bora Milutinović
- 2005-2006  Nasser Hamad
- 2006-2007  Jorge Fossati
- 2007-2008  Co Adriaanse
- 2008-2009  Émerson Leão
- 2009-2010  Cosmin Olăroiu
- 2010-2012  Jorge Fossati
- 2012-2019  Hussein Amotta
- 2019-2021  Xavi
- 2021-2022  Javi Gracia
- 2022-2023  Juan Manuel Lillo
- 2023 Bruno Pinheiro
- 2023-2024  Wesam Rizik
- 2024-  Félix Sánchez Bas

## Tifoseria
Storicamente l'Al-Sadd è la squadra che vanta più tifosi in Qatar. Il club ha raccolto molti sostenitori nei primi anni della Qatar Stars League, insieme ad Al-Rayyan e Al-Arabi, le altre due compagini egemoni del campionato locale. Con la vittoria del campionato d'Asia per club 1988-1989, la squadra divenne la prima formazione del mondo arabo ad aggiudicarsi il trofeo, attirando altri fan.
Il nuovo millennio vide un aumento di popolarità della squadra per via dell'ingaggio di molti giocatori stranieri.
Nella stagione 2003-2004 fu istituito il fan club ufficiale dell'Al-Sadd, un'idea senza precedenti tra i club del mondo arabo e del Golfo arabico. Il fan club, oltre a organizzare la disposizione dei gruppi di tifosi all'interno dello stadio, è anche un mezzo attraverso il quale discutere su come migliorare il club.
L'Al-Sadd tiene inoltre assemblee generali annuali tra il management e tifosi in modo da avere una piattaforma aperta per discutere dei problemi del club. Il club ha anche istituito premi annuali e mensili per i migliori giocatori del club, riconoscimenti che sono sponsorizzati da Givenchy. I tifosi hanno vinto il titolo di migliore club di fan del Qatar per tre anni consecutivi, 2006, 2007 e 2008. Il fan club è stato anche il primo in Qatar a concedere gratuitamente un servizio di SMS con notizie in tempo reale sul club da recapitare sui telefoni cellulari. In un anno e mezzo, più di 8 000 abbonati ricevettero oltre 3 milioni di SMS.

### Rivalità
- Al-Arabi
- Al-Rayyan